# Національне управління океанічних і атмосферних досліджень

Емблема організації

Національне управління океанічних і атмосферних досліджень (англ. National Oceanic and Atmospheric Administration, NOAA) — федеральне відомство в структурі Міністерства торгівлі США (англ. Department of Commerce).

## Історія
Створено в 1970 році. Штаб-квартира управління знаходиться в місті Роквілл штату Меріленд (США).
У віданні управління знаходяться Національна служба по дослідженню океану (англ. National Ocean Survey) з своїми дослідницькими станціями в містах Норфолк штату Вірджинія, і Сієтл штату Вашингтон, Національна погодна служба (англ. National Weather Service) і Національна служба визначення морських рибних ресурсів (англ. National Marine Fisheries Service).

## Діяльність
Управління займається різними видами метеорологічних і геодезичних досліджень і прогнозів для США і їх володінь, вивченням світового океану і атмосфери. Також попереджає населення про можливі руйнівні природні катастрофи.

## Цікаві факти
Одним з директорів управління (20 березня 2009 — лютий 2014) була Джейн Любченко — американський науковець українського походження.